# Liste der Biografien/Uk
Liste der Biografien |
Portal Biografien |
Personensuche
# |
A |
B |
C |
D |
E |
F |
G |
H |
I |
J |
K |
L |
M |
N |
O |
P |
Q |
R |
S |
T |
U |
V |
W |
X |
Y |
Z |
?
 
Ua |
Ub |
Uc |
Ud |
Ue |
Uf |
Ug |
Uh |
Ui |
Uj |
Uk |
Ul |
Um |
Un |
Uo |
Up |
Uq |
Ur |
Us |
Ut |
Uu |
Uv |
Uw |
Ux |
Uy |
Uz
Die Liste der Biografien führt alle Personen auf, die in der deutschsprachigen Wikipedia einen Artikel haben. Dieses ist eine Teilliste mit 57 Einträgen von Personen, deren Namen mit den Buchstaben „Uk“ beginnt.

## Uk

### Uka
- Uka, Arid (* 1990), kosovarischer Attentäter
- Ukah, Ugochukwu (* 1984), nigerianisch-ghanaisch-italienischer Fußballspieler
- Ukai, Gyokusen (1807–1887), japanischer Fotograf
- Ukai, Ryōta (* 1996), japanischer Fußballspieler
- Ukaji, Takashi (* 1962), japanischer Schauspieler
- Ukaoma, Miles (* 1992), nigerianischer Hürdenläufer
- Ukaonu, Helen (* 1991), nigerianische Fußballspielerin
- Ukawa, Tōru (* 1973), japanischer Motorradrennfahrer

### Uke
- Uke, Claire (* 1992), nigerianische Leichtathletin
- Üke, Sıtkı (1877–1941), osmanischer und türkischer Militär sowie Abgeordneter der Großen Nationalversammlung der Türkei
- Ukec, Gabriel (1914–1985), kongolesischer Geistlicher, römisch-katholischer Bischof von Bunia
- Ukeles, Mierle Laderman (* 1939), US-amerikanische Konzeptkünstlerin und Feministin
- Ukelli, Sami (* 1972), kosovarischer Diplomat
- Ukena, Focko († 1436), ostfriesischer HäuptlingFocko Ukena († 1436)

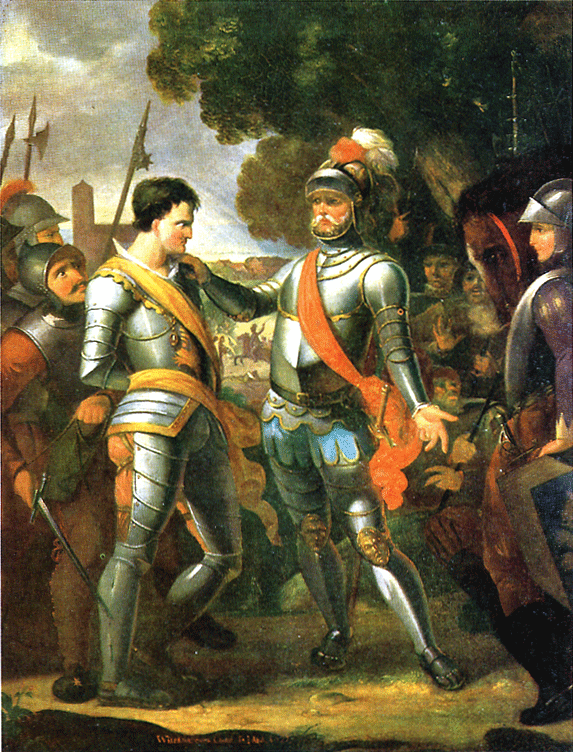
Focko Ukena († 1436)

- Ukena, Silja (* 1975), deutsche Schriftstellerin und Journalistin
- Ukert, August (* 1811), deutscher Richter, Senatspräsident beim Reichsgericht
- Ukert, Friedrich August (1780–1851), deutscher Philologe und Historiker
- Ukert, Hans (1857–1930), preußischer Verwaltungsjurist, Landrat und Regierungspräsident

### Uki
- Uki, Tetsurō (* 1971), japanischer Fußballspieler
- Ukić, Roko Leni (* 1984), kroatischer Basketballspieler
- Ukich, Stipe (* 2007), neuseeländisch-kroatiscer Fußballspieler
- Ukikasah, Yoga (* 1985), indonesischer Badmintonspieler
- Ukishima, Bin (* 1967), japanischer Fußballspieler
- Ukit Kan Lek Tok († 801), Herrscher der Maya-Stadt Ek Balam
- Ukita, Hideie (1572–1655), japanischer DaimyōUkita Hideie (1572–1655)

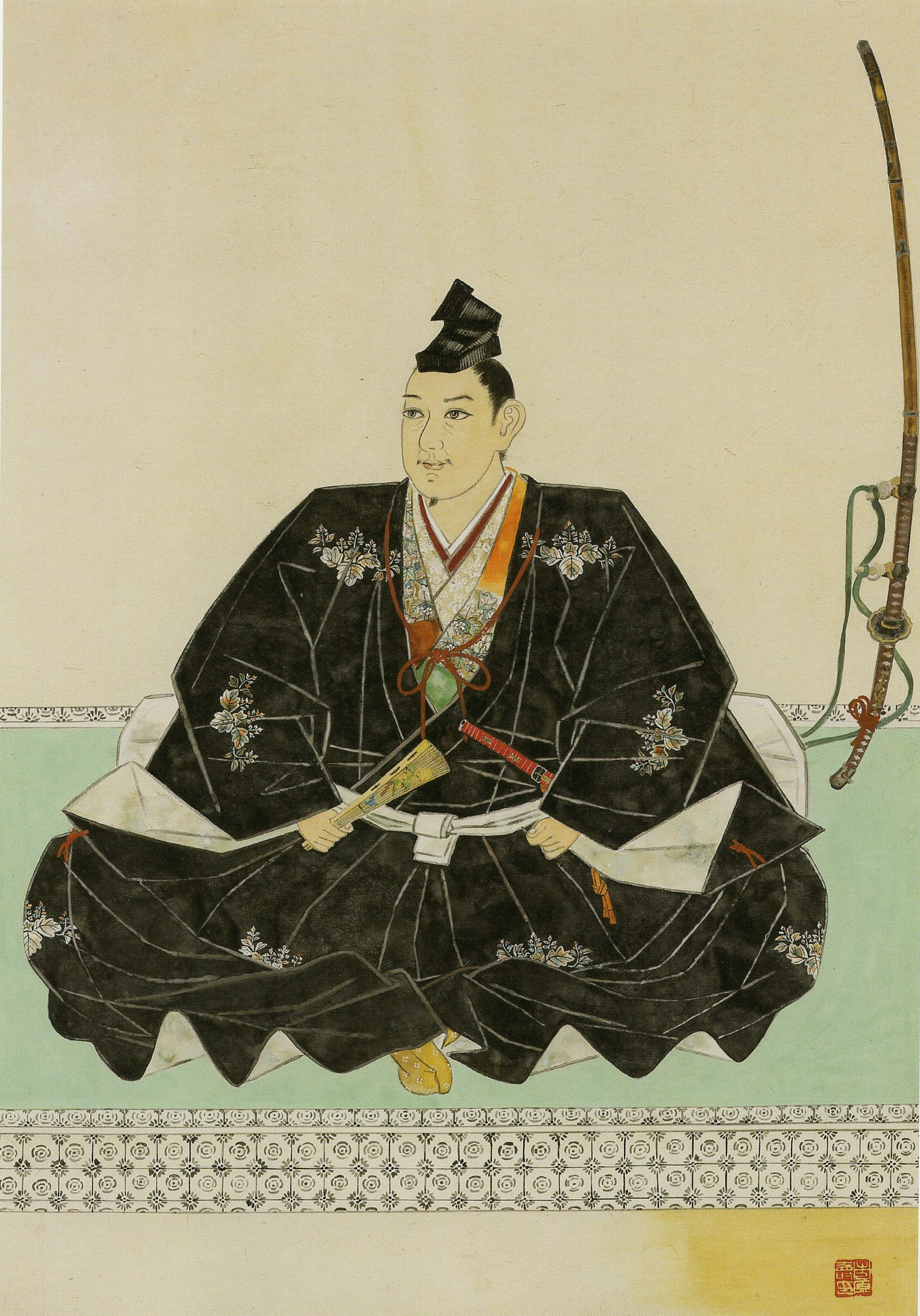
Ukita Hideie (1572–1655)

- Ukita, Katsumi (1930–1989), japanischer Maler im Yōga-Stil
- Ukita, Kazutami (1860–1946), japanischer politischer Wissenschaftler und Erzieher
- Ukita, Kensei (* 1997), japanischer Fußballspieler
- Ukita, Rui (* 1996), japanische Eishockeyspielerin
- Ukita, Yōzō (1924–2013), japanischer Künstler, Pädagoge und Schriftsteller

### Ukk
- Ukk, Nikolai Jurjewitsch (* 1980), russischer Badmintonspieler
- Ukkola, Pertti (* 1950), finnischer Ringer
- Ukkonen, Kari (* 1961), finnischer Fußballspieler

### Ukl
- Uklański, Piotr (* 1968), polnischer Fotograf, Video- und Installationskünstler
- Uklejewicz, Krzysztof (* 1984), polnischer Biathlet
- Uklit Teerajantranon (* 1987), thailändischer Fußballspieler

### Ukm
- Ukmar, Franco (1936–2016), italienischer Zirkusartist, Stuntman und Darsteller beim Film
- Ukmar, Tone (* 1941), jugoslawischer Radrennfahrer
- Ukmar, Vilko (1905–1991), slowenischer Komponist, Musikwissenschaftler und Hochschullehrer

### Uko
- Uko, Imaobong Nse (* 2004), nigerianische Sprinterin
- Ukolow, Dmitri Matwejewitsch (1929–1992), russischer Eishockeyspieler
- Ukolowa, Anastassija Wladimirowna (* 1994), russische Schauspielerin
- Ukolowa, Anna Alexandrowna (* 1999), russische Tennisspielerin
- Ukolowa, Jewgenija Nikolajewna (* 1989), russische Beachvolleyballspielerin
- Ukon, Tokutarō (1913–1944), japanischer Fußballspieler

### Ukp
- Ukpeseraye, Ese (* 1999), nigerianische Radrennfahrerin
- Ukpong, Michael Kalu (* 1964), nigerianischer römisch-katholischer Geistlicher, Bischof von Umuahia

### Ukr
- Ukra (* 1988), portugiesischer Fußballspieler
- Ukraden, Neda (* 1950), kroatisch-serbische Schlager- und PopsängerinNeda Ukraden (* 1950)

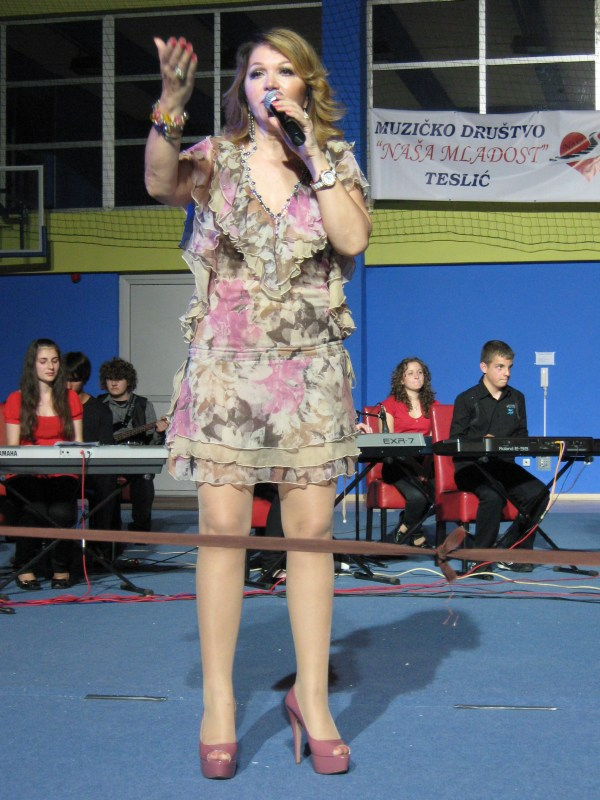
Neda Ukraden (* 1950)

- Ukrainczyk, Julius (1911–1978), polnischer Spielervermittler
- Ukrajinka, Lessja (1871–1913), ukrainische Dichterin, Dramatikerin und Übersetzerin
- Ukrit Wongmeema (* 1991), thailändischer Fußballspieler
- Ukrow, Alexander (* 1970), deutscher Fußballspieler und -trainer
- Ukrow, Peter (1944–2018), deutscher Fußballspieler und -trainer

### Uks
- Ukstiņš, Fridrihs (1895–1972), lettischer Radrennfahrer

### Uku
- Ukuh, Nneka (* 1987), nigerianische Leichtathletin

### Ukw
- Ukwuoma, Augustine Tochukwu (* 1953), nigerianischer Priester, Bischof von Orlu